# Putnam County (New York)
Putnam je okres (county) amerického státu New York založený v roce 1812 oddělením od okresu Dutchess. Správním střediskem je sídlo Carmel s 34 741 obyvateli v roce 2006.
Počet obyvatel: 100 603 (v roce 2006), 95 745 (v roce 2000)
Ženy: 49,8 % (v roce 2005)

## Sousední okresy
- sever – Dutchess
- východ – Fairfield (Connecticut)
- jih – Westchester
- jihozápad – Rockland
- západ – Orange